# Albert Faus
Albert Faus Madrid (Barcelona, 1972), kortweg Albert Faus, is een Spaans bouwkundige en architect, die sinds 2010 in Burkina Faso woont en werkt.
Faus heeft een stijl en werkwijze vergelijkbaar met die van Francis Kéré, door wie hij is geïnspireerd. Hij is een zeldzaam voorbeeld van een Europese architect die succesvol met begrip voor de culturen ter plaatse in Afrikaanse context bouwt.

## Biografie
Faus behaalde zijn diploma's in de bouwkunde en architectuur aan de Polytechnische Universiteit van Catalonië in Barcelona. Sinds het midden van de jaren negentig heeft hij diverse projecten gerealiseerd, variërend van particuliere woningbouw tot openbare ontwikkelingen.
Faus bezocht Burkina Faso voor het eerst in 2005 om een artistiek festival te begeleiden, georganiseerd door LAAFI, een Frans-Burkinese vereniging. In 2007 hebben ze die evenement herhaald, en eind 2008 heeft de vereniging Faus de bouw van een cultureel centrum in Koudougou toevertrouwd.
Op dat moment liepen de zaken op hun einde in Barcelona, dus in 2010 verhuisde Faus naar Burkina om toezicht te houden op de bouw van de eerste fase van het project, terwijl hij aan het ontwerp voor de volgende fasen werkte. Sindsdien heeft Faus diverse projecten gerealiseerd die genomineerd zijn voor diverse prijzen. De architectonische stijl en werkwijze in deze projecten doen denken aan die van Francis Kéré, die dan ook een inspiratiebron is voor Faus. De twee mannen hebben voor het eerst in 2008 en waarderen elkanders werk.

## Oeuvre

### Bouwwerken
De door Faus gerealiseerde bouwwerken zijn allemaal in Burkina Faso:
- 2019: Bangre Veenem middelbare school en bijgebouwen in het dorpje Youlou, nabij Koudougou.[2][3][4][5][6][7]
- 2018: Oogkliniek, Ouagadougou.[8]
- 2018: Restauratie van traditionele pleisterwerken in Tangassogo.[9]
- 2016: Renovatie en uitbreiding van kraamkliniek.[10]
- 2015: Home Kisito, weeshuis, Ouagadougou.[3][11][12]
- 2014: Bibliotheek, Katiou.[3][13]
- 2014: LAAFI kleuterschool, Koudougou.[3][14][15]
- 2012: School-, Beroeps- en Sportcentrum, Ouagadougou.[3][16][17]

### Publicaties
- (en) Albert Faus, The Boundary Between Past and Present. Roca Gallery (25 maart 2021). [dode link]

- (en) Albert Faus, Albert Faus: Architecture & Building Processes in Burkina Faso (monografie). Transfer (9 februari 2016).

## Prijzen
- 2021: AMP Architecture Masterprize in de categorie Educational building voor de Bangre Veenem middelbare schoolproject.[6]
- 2020: Genomineerd bij de internationale FAD Award voor de Bangre Veenem educational complex[4]
- 2018: AMP Architecture Masterprize in de categorie Residential Architecture voor Home Kisito.[18]
- 2017: FAD International Opinion Award voor de renovatie en uitbreidingsproject van de Guiba kraamkliniek[19]